# Maurice Chambon
Maurice Chambon, né le 1er mai 1889 à Moussages dans le Cantal et mort pour la France à l'est de Pintheville dans le département de la Meuse le 10 avril 1915, est un professeur de grec français du XXe siècle. Son nom est inscrit au Panthéon dans la liste des 560 écrivains morts pour la France.

## Biographie
Paul Géraud Maurice Chambon, né le 1er mai 1889 à Moussages est le fils de Joseph Chambon (-), boulanger et de Jeanne Maury (née en 1860), institutrice et directrice de l'école des filles de Murat. Son père est à Madrid à sa naissance.
Il obtient une bourse d'études pour aller au lycée d'Aurillac où il remporte tous les prix. Ses très bons résultats lui permettent de poursuivre ses études à Paris, au lycée Henri IV, pour préparer le concours de l'École normale supérieure, où il est admis en 1910,  dans la section lettres.
Après son admission à l'École normale supérieure, il doit s'engager dans l'armée pour une durée de cinq ans et accomplir une première année de service militaire immédiatement. Il signe son engagement à Aurillac le 5 octobre 1910 et intègre le 107e régiment d'infanterie et nommé caporal en avril 1911.
Dans la courte biographie qu'il écrit pour l'Anthologie des écrivains morts à la guerre, rapporte que Maurice Chambon « qui, si longtemps, ne s'était exprimé qu'en patois, devint, jeune homme, un humaniste féru de grec sur lequel ses professeurs fondaient les plus souriantes espérances. Ne s'amusa-t-il pas à traduire en vers français le roman de Daphnis et Chloé ? Le jeune homme avait élargi le domaine des vieux contes et des belles légendes qu'il chérissait tant dans sa petite enfance. […] Il avait bien été reçu licencié en droit et il songeait au doctorat. Mais il songeait aussi au doctorat ès-lettres, et l'étude sur Aristophane qu'il avait entreprise prouve assez qu'il ne renonçait pas encore à l'enseignement. […] Et, si nous ajoutons que cet humaniste était taillé en athlète, on admettra que nous puissions supposer que, capable des plus rudes efforts intellectuels, Maurice Chambon eût été capable de mener de front la politique et la littérature ».
Promu sous-lieutenant de réserve en août 1914, il reçoit le baptême du feu en Argonne. Lors d'une mission de reconnaissance en septembre 1914, il est blessé au pied dans un corps-à-corps avec un officier allemand. Il est évacué à Lyon et hospitalisé pendant trois mois. Il passe au 120e régiment d'infanterie en mars 1915, il est à nouveau dirigé vers I'Argonne.
Maurice Chambon est tué à l'ennemi le 10 avril 1915 au combat de Maizeray à l'est de Pintheville et inhumé au cimetière militaire à l'ouest du village,.
Il est cité à l'ordre de l'armée comme étant un « brillant officier d'un patriotisme élevé et entraînant. A été tué par une balle dans une tranchée qu'il venait de faire construire à 40 mètres de la tranchée ennemie ».

## Distinctions
- Chevalier de la Légion d'honneur, 1920[10]
- Croix de guerre 1914–1918

## Hommages
- Le nom de Maurice Chambon est inscrit au Panthéon dans la liste des 560 écrivains morts pour la France[11].
- Son nom figure sur les plaques commémoratives 1914-1918 du lycée Émile Duclaux à Aurillac, du lycée Henri IV, de l'École Normale Supérieure et de la Sorbonne à Paris, et sur les monuments aux morts de Menet et Murat[12].

## Œuvres principales
- L'Enthousiasme dionysiaque dans les Bacchantes d'Euripide, ouvrage inédit